# Michael Thomas (Drehbuchautor)
Michael C. Thomas ist ein australischer Drehbuchautor.

## Leben
Thomas wuchs im australischen Sydney auf.
Später ließ er sich in den Vereinigten Staaten nieder, wo er für Zeitschriften wie Life, Esquire, Harper’s Bazaar, Playboy, Penthouse, The New York Times und den Rolling Stone schrieb. Für den Rolling Stone schrieb er über Karibik-Themen.
1982 gab er sein Debüt als Drehbuchautor mit der Vorlage zum Musikfilm Countryman – Verschollen im Dschungel. Es folgten zahlreiche weitere Drehbücher für Filme wie Begierde, Der Tag des Falken oder Scandal.
Für Der Tag des Falken war Thomas beim Hugo Award 1986 gemeinsam mit Richard Donner, Edward Khmara, Tom Mankiewicz und David Webb Peoples in der Kategorie Best Dramatic Presentation nominiert.

## Filmografie (Auswahl)
- 1982: Countryman – Verschollen im Dschungel (Countryman)
- 1983: Begierde (The Hunger)
- 1985: Der Tag des Falken (Ladyhawke)
- 1985: Burke & Wills
- 1989: Scandal
- 1991: Doch dann kam sie (Till There Was You)
- 1992: Ruby Cairo
- 1994: Backbeat
- 1997: Welcome to Woop Woop
- 1998: B. Monkey
- 2003: The Night We Called It a Day
- 2008: L.A. Crash (Crash, Fernsehserie, 1 Episode)
- 2011: The Devil’s Double
- 2015: 69 Tage Hoffnung (The 33)